# ۶۳۴ (میلادی)
۶۳۴ (میلادی) ششصد و سی و چهارمین سال تقویم میلادی است.

## درگذشتگان
‎